# Ceratocapsus divaricatus
Ceratocapsus divaricatus är en insektsart som beskrevs av Knight 1927. Ceratocapsus divaricatus ingår i släktet Ceratocapsus och familjen ängsskinnbaggar. Inga underarter finns listade i Catalogue of Life.